# (340980) Bad Vilbel
(340980) Bad Vilbel est un astéroïde de la ceinture principale.

## Description
(340980) Bad Vilbel est un astéroïde de la ceinture principale. Il fut découvert le 15 mars 2007 à Bergen-Enkheim par Uwe Suessenberger. Il présente une orbite caractérisée par un demi-grand axe de 2,46 UA, une excentricité de 0,13 et une inclinaison de 7,6° par rapport à l'écliptique.

## Compléments